# Нумидия
Нумидия е антично берберско царство, а по-късно – римска провинция на северния африкански бряг между Мавретания и Картаген; обхваща части от днешен Алжир и Тунис. Била населена предимно от берберски племена, разделени на 2 основни племенни групи – масиле в Източна и масесиле в Западна Нумидия.

## Нумидия и Втората пуническа война
По времето на Втората пуническа война източните племена се сражават срещу римляните, а западните – срещу Картаген. Преди края на войната Масиниса – вожд на масесиле, преминава на страната на римляните в битката за Зама.
Заради заслуги при победата над Ханибал, римляните предават управлението на Масиниса. Нумидия обхваща територията от Мавретания до Картаген, а също така и земите югоизточно от Киренайка; така Нумидия окръжава Картаген.

## Под римска власт
В Нумидия се развива търговията, основават се градове и редовна армия. На власт през 118 г. пр. Хр. идва Югурта, който по-късно води т.н. Югуртинска война срещу римляните.
Югурта е победен и отведен като роб, а след неговата смърт като римски пленник през 106 г. пр. Хр. Нумидия се разпада. Една част от нея е присъединена към Мавретания, а друга остава под властта на местни владетели до войната между Юлий Цезар и Помпей Велики.
Цезар образува от Нумидия нова провинция под името Африка Нова, а по-късно Август, през 25 г. пр. Хр., поставя Юба II като цар на Мавретания, а Нумидия е разделена между провинциите Мавретания и Африка Нова.
По времето на Септимий Север (193 г.) Нумидия е отделена от Африка Ветус и е поставена под управлението на имперски прокуратор. Най-накрая с новата организация на империята император Диоклециан Нумидия е една от седемте провинции на диоцеза Африка, известна като Нумидия Сиртензис. В провинцията е роден и папа Виктор I.
След инавазията на вандалите през 428 г., започва бавният упадък на Нумидия, подпомогнат от процесите на опустиняване на земите ѝ.
- Сципион Африкански влиза в Сифакс
- Експанзия на Септимий Север
- Арката на Септимий Север в Лептис Магна